# Квартет имени Глазунова
Кварте́т и́мени Глазуно́ва — струнный квартет, один из первых советских профессиональных камерных ансамблей, созданный в Петрограде в 1919 году скрипачом Ильёй Лукашевским и работавший под его бессменным руководством более 20 лет. Назван в честь композитора Александра Глазунова. 

## Состав
- Первая скрипка — Лукашевский, Илья Авсеевич[1] (1894—1967)
- Вторая скрипка — Печников, Александр Давыдович[2] (1890—1956)
- Альт — Рывкин, Александр Михайлович (1893—1951)
- Виолончель — Могилевский, Давид Яковлевич[3] (1893—1961)

Партию второй скрипки в разные годы также исполняли Теодор Летичевский, Григорий Исаевич Гинзбург, в 1950-х годах Абрам Лазаревич Рушанский, партию альта — Вениамин Иосифович Шер.

## Деятельность
Коллектив внёс значительный вклад в развитие советского квартетного исполнительства, выступал по всей стране и в 1925 и 1929 годах на гастролях во многих европейских странах (Германия, Франция, Нидерланды, Бельгия, Дания, Норвегия и других). В 1925 году квартет стал лауреатом Всесоюзного конкурса струнных квартетов (первая премия).
В 1941 году томская газета «Красное знамя» по случаю гастролей квартета в Томске писала:

Это старейший и самый выдающийся квартетный ансамбль страны. Двадцатилетие его художественной деятельности торжественно отмечалось в 1939 году. Настойчивая, неизменно-вдумчивая работа талантливых участников квартета в течение длительного периода способствовала его огромному художественному росту. Квартет имени Глазунова уже давно пользуется не только всесоюзной, но и европейской славой, как первоклассный пропагандист лучших образцов камерной музыки. Репертуар этого коллектива исчисляется многими сотнями выдающихся музыкальных произведений. Камерные произведения Гайдна, Моцарта, Бетховена, Шуберта, Грига, Мендельсона, Равеля, Мийо, Глинки, Чайковского, Бородина, Аренского, Глазунова, Танеева, — можно с уверенностью сказать, что вся лучшая музыкально-камерная литература находит в лице этого ансамбля превосходного интерпретатора и исполнителя.

В 1934 году ансамбль удостоен почётного звания заслуженный коллектив РСФСР.

## Первые исполнения
- 16 мая 1924 Квартет имени Глазунова впервые в Ленинграде исполнил Увертюру на еврейские темы С. С. Прокофьева в составе И. Лукашевского, А. Печникова, А. Рывкина и Д. Могилевского с участием П. Вантробы (кларнет) и А. Каменского (фортепиано)[8].